# Neocalyptis pigra
Neocalyptis pigra (Meyrick, 1921) è una falena appartenente alla famiglia Tortricidae, endemica dell'isola di Giava, in Indonesia.